# Xã Walnut, Quận Montgomery, Indiana
Xã Walnut (tiếng Anh: Walnut Township) là một xã thuộc quận Montgomery, tiểu bang Indiana, Hoa Kỳ. Năm 2010, dân số của xã này là 1.394 người.